# In 3D trong xây dựng
In 3D Xây dựng (c3Dp) hoặc In Xây dựng 3D (3DCP) đề cập đến các công nghệ khác nhau sử dụng in 3D làm phương pháp cốt lõi để chế tạo các tòa nhà hoặc các cấu kiện xây dựng. Các thuật ngữ thay thế cũng được sử dụng, chẳng hạn như Sản xuất đắp dần quy mô lớn (LSAM), hoặc Xây dựng tự do (FC), cũng liên quan đến các nhóm phụ như 'Bê tông 3D', được sử dụng để chỉ các công nghệ ép đùn bê tông.
Có nhiều phương pháp in 3D được sử dụng ở quy mô xây dựng, bao gồm các phương pháp chính sau: đùn (bê tông /xi măng, sáp, bọt, polyme), kết dính bột (liên kết polymer, liên kết phản ứng, thiêu kết) và hàn đắp. In 3D ở quy mô xây dựng sẽ có nhiều ứng dụng trong các lĩnh vực tư nhân, thương mại, công nghiệp và công cộng. Lợi thế tiềm năng của các công nghệ này bao gồm xây dựng nhanh hơn, chi phí lao động thấp hơn, tăng độ phức tạp và/hoặc độ chính xác, tích hợp nhiều hơn các chức năng và ít chất thải sinh ra.
Một số phương pháp tiếp cận khác nhau đã được chứng minh cho đến nay bao gồm việc chế tạo tại chỗ và ngoài công trường các tòa nhà và các cấu kiện xây dựng, sử dụng robot công nghiệp, hệ thốngcầu trục và các phương tiện tự hành. Trình diễn công nghệ in 3D xây dựng cho đến nay đã bao gồm chế tạo nhà ở, cấu kiện xây dựng (tấm ốp và tấm kết cấu và cột), cầu và cơ sở hạ tầng dân dụng, rạn san hô nhân tạo, theo dõi và điêu khắc.
Công nghệ này đã gia tăng đáng kể tính phổ biến trong những năm gần đây khi nhiều công ty mới nổi lên trên thị trường, bao gồm một số công ty được hỗ trợ bởi những ông lớn trong ngành xây dựng. Điều này dẫn đến một số cột mốc quan trọng, chẳng hạn như tòa nhà in 3D đầu tiên (Winsun), cây cầu in 3D đầu tiên (D-Shape), chi tiết in 3D đầu tiên trong một tòa nhà công cộng (XtreeE), tòa nhà in 3D đầu tiên ở châu Âu và CIS (Specavia), tòa nhà in 3D đầu tiên ở Châu Âu được chính quyền (3DPrinthuset) chấp thuận hoàn toàn và rất nhiều công trình khác.

## Lịch sử

### Công nghệ mầm móng 1950 - 1995
Lát gạch bằng robot được phác thảo và khám phá trong những năm 1950 và sự phát triển công nghệ liên quan đến xây dựng tự động bắt đầu vào những năm 1960, với bê tông được bơm và bọt izoxianat. Phát triển chế tạo tự động toàn bộ tòa nhà bằng cách sử dụng kỹ thuật tạo hình trượt và lắp ráp linh kiện, giống như in 3D, được tiên phong tại Nhật Bản để giải quyết những nguy hiểm của việc xây dựng các tòa nhà cao tầng của Shimizu và Hitachi trong những năm 1980 và 1990. Phần nhiều trong số những phương pháp tiếp cận ban đầu này được tự động hóa vì 'bong bóng' xây dựng, họ không có khả năng ứng phó với các kiến trúc mới, vấn đề cấp và chuẩn bị nguyên vật liệu cho khu vực xây dựng.

### Những phát triển ban đầu 1995 - 2000
Phát triển và nghiên cứu in 3D xây dựng ban đầu đã được tiến hành từ năm 1995. Hai phương pháp đã được phát minh, một phương pháp của Joseph Pegna  tập trung vào kỹ thuật tạo cát / xi măng sử dụng hơi nước để liên kết có chọn lọc vật liệu trong các lớp hoặc các bộ phận rắn, mặc dù kỹ thuật này chưa bao giờ được chứng minh.
Kỹ thuật thứ hai, Contour Crafting của Behrohk Khoshnevis, ban đầu bắt đầu như một phương pháp ép đùn và tạo hình bằng gốm mới, thay thế cho các kỹ thuật in 3D và kim loại mới nổi và được cấp bằng sáng chế vào năm 1995. Khoshnevis nhận ra rằng kỹ thuật này có thể vượt quá những kỹ thuật mà "các phương pháp hiện tại bị giới hạn trong chế tạo các kích thước bộ phận thường nhỏ hơn một mét mỗi chiều". Khoảng năm 2000, nhóm nghiên cứu của Khoshnevis tại USC Vertibi bắt đầu tập trung vào việc in 3D quy mô xây dựng bằng bột nhão và gốm, bao gồm và khám phá sự tích hợp tự động của tăng cường mô-đun, hệ thống ống nước và dịch vụ điện tích hợp trong một quá trình xây dựng liên tục. Công nghệ này chỉ được thử nghiệm ở quy mô phòng thí nghiệm cho đến nay và gây nhiều tranh cãi và được cho là cơ sở cho những nỗ lực gần đây ở Trung Quốc.

### Thế hệ thứ nhất 2000 - 2010
Năm 2003, Rupert Soar bảo đảm tài trợ và thành lập nhóm xây dựng tự do tại Đại học Loughborough, Vương quốc Anh, để khám phá tiềm năng mở rộng kỹ thuật in 3D hiện có cho các ứng dụng xây dựng. Công việc ban đầu đã xác định thách thức của việc đạt được bất kỳ sự đột phá thực tế nào đối với công nghệ ở quy mô xây dựng và nhấn mạnh rằng có thể có các cách ứng dụng bằng cách tăng cường đề xuất giá trị của thiết kế tích hợp (nhiều chức năng, một thành phần). Năm 2005, nhóm đã bảo đảm tài trợ để xây dựng một máy in 3D có quy mô lớn sử dụng các thành phần 'bên ngoài' (bơm bê tông, bê tông phun, hệ thống giàn) để khám phá các thành phần phức tạp như thế nào và đáp ứng thực tế nhu cầu xây dựng.
Năm 2005 Enrico Dini, Ý, đã cấp bằng sáng chế công nghệ D-Shape, sử dụng kỹ thuật phun / kết dính bột ồ ạt trên diện tích khoảng 6m x 6m x 3m. Kỹ thuật này mặc dù ban đầu được phát triển với hệ thống liên kết nhựa epoxy sau đó được điều chỉnh để sử dụng các chất kết dính vô cơ. Công nghệ này đã được sử dụng thương mại cho một loạt các dự án trong xây dựng và các lĩnh vực khác bao gồm cho [rạn san hô nhân tạo].
Một trong những phát triển gần đây nhất là việc in cầu đầu tiên trên thế giới, phối hợp giữa IaaC và Acciona.
Năm 2008, In 3D bê tông bắt đầu tại Đại học Loughborough, Vương quốc Anh, đứng đầu là Richard Buswell và các đồng nghiệp để mở rộng các nhóm nghiên cứu trước và xem xét các ứng dụng thương mại di chuyển từ một công nghệ dựa trên cầu trục đến một robot công nghiệp, họ đã thành công trong việc cấp phép công nghệ cho Skanska vào năm 2014.

### Thế hệ thứ hai 2010 - hiện tại
Vào ngày 18 tháng 1 năm 2015, công ty đã đạt được nhiều thông tin báo chí hơn với việc ra mắt 2 tòa nhà nữa, một kiểu biệt thự và một tòa tháp 5 tầng, sử dụng các bộ phận in 3D. Kiểm tra ảnh chi tiết chỉ ra rằng các tòa nhà được chế tạo với cả hai cấu kiện đúc sẵn và 3D. Các tòa nhà là cấu trúc hoàn chỉnh đầu tiên thuộc loại này chế tạo bằng cách sử dụng công nghệ in 3D xây dựng. Vào tháng 5 năm 2016, một 'tòa nhà văn phòng' mới được khai trương tại Dubai. Không gian rộng 250 mét vuông (2.700 foot vuông) là dự án Bảo tàng Tương lai của Dubai đang được coi là tòa nhà văn phòng in 3D đầu tiên trên thế giới. Vào năm 2017, một dự án đầy tham vọng để xây dựng một tòa nhà chọc trời in 3D ở Các tiểu Vương quốc Arab thống nhất đã được công bố. Việc xây dựng Cazza sẽ giúp xây dựng cấu trúc. Hiện tại không có chi tiết cụ thể, chẳng hạn như chiều cao tòa nhà hoặc vị trí chính xác.
FreeFAB Wax™, được phát minh bởi James B Gardiner và Steven Janssen tại Laing O'Rourke (công ty xây dựng). Công nghệ được cấp bằng sáng chế đã được phát triển từ tháng 3 năm 2013. Kỹ thuật này sử dụng công nghệ in 3D quy mô xây dựng để in số lượng lớn sáp kĩ thuật (lên đến 400L / giờ) để chế tạo khuôn in 3D "nhanh và bẩn" chobê tông đúc sẵn, bê tông cốt sợi thủy tinh (GRC) và các loại nguyên vật liệu có thể phun / đúc khác. Bề mặt khuôn đúc sau đó được phay 5 trục loại bỏ khoảng 5mm sáp để tạo ra khuôn có chất lượng cao (độ nhám bề mặt khoảng 20 micron). Sau khi các thành phần đã được chữa khỏi, nấm mốc sau đó được nghiền hoặc tan chảy và sáp được lọc và tái sử dụng, giảm đáng kể chất thải so với các công nghệ khuôn thông thường. Những lợi ích của công nghệ này là tốc độ chế tạo khuôn nhanh, tăng hiệu quả sản xuất, giảm lao động và loại bỏ chất thải ảo bằng cách tái sử dụng nguyên liệu so với công nghệ khuôn thông thường.
Hệ thống ban đầu được trưng bày vào năm 2014 bằng cách sử dụng rô bốt công nghiệp. Hệ thống này sau đó được điều chỉnh để tích hợp với một cầu trục 5 trục  tốc độ cao để đạt được tốc độ cao và dung sai bề mặt cần thiết cho hệ thống. Hệ thống công nghiệp hóa đầu tiên được lắp đặt tại nhà máy Laing O'Rourke ở Anh và sẽ bắt đầu sản xuất công nghiệp cho một dự án nổi bật ở London vào cuối năm 2016.
MX3D Metal được thành lập bởi Loris Jaarman và nhóm đã phát triển hai hệ thống in 3D robot 6 trục, lần đầu tiên sử dụng nhựa nhiệt dẻo được ép đùn, đáng chú ý là hệ thống này cho phép chế tạo các hạt không phẳng tự do. Hệ thống thứ hai dựa trên hàn đắp (cơ bản hàn điểm trên mối hàn điểm trước đó) công nghệ hàn đắp đã được phát triển bởi các nhóm khác nhau trong quá khứ, tuy nhiên hệ thống kim loại MX3D là hoàn thiện nhất cho đến nay. MX3D hiện đang nghiên cứu chế tạo và lắp đặt cầu kim loại ở Amsterdam.
BetAbram là một máy in 3D đùn bê tông dựa trên cầu trục đơn giản được phát triển ở Slovenia. Hệ thống này có sẵn trên thị trường, cung cấp 3 model (P3, P2 và P1) cho người tiêu dùng kể từ năm 2013. P1 lớn nhất có thể in các vật thể lên tới 16m x 9m x 2,5m.
Máy in 3D  bê tông Total Custom được phát triển bởi Rudenko là một công nghệ lắng đọng bê tông gắn trong một cấu hình cần trục, hệ thống có một đầu ra tương tự như Winsun và các công nghệ in 3D bê tông khác, tuy nhiên nó sử dụng một khung cần trục nhẹ. Công nghệ này đã được sử dụng để chế tạo một phiên bản quy mô nhỏ của một lâu đài và một phòng khách sạn ở Philippines
Sản xuất máy in xây dựng hàng loạt đầu tiên trên thế giới đã được đưa ra bởi công ty SPECAVIA, có trụ sở tại Yaroslavl (Nga). Vào tháng 5 năm 2015, công ty đã giới thiệu mô hình đầu tiên của một máy in 3d xây dựng và đã bắt đầu bán hàng. Tính đến đầu năm 2018, nhóm các công ty "AMT-SPEСAVIA" sản xuất 7 mẫu máy in xây dựng cổng thông tin: từ định dạng nhỏ (để in các mẫu kiến trúc nhỏ) đến quy mô lớn (cho các tòa nhà in lên đến 3 tầng). Ngày nay, máy in 3D xây dựng của Nga sản xuất dưới nhãn hiệu "AMT" đang hoạt động ở một số quốc gia, kể cả trong tháng 8 năm 2017, máy in đầu tiên được giao cho châu Âu - cho 3DPrinthuset (Đan Mạch). Máy in này đã được sử dụng ở Copenhagen để xây dựng tòa nhà in 3D đầu tiên tại EU (văn phòng khách sạn 50 m2).
XtreeE là một công nghệ khác dựa trên việc ép đùn bê tông tươi, gắn trên đỉnh của cánh tay robot. Dự án đã bắt đầu vào tháng 7 năm 2015, và tự hào có sự hợp tác và đầu tư từ những tên tuổi mạnh mẽ trong ngành xây dựng, chẳng hạn như Vinci và La Farge-Holcim.
3DPrinthuset, một startup in 3D thành công của Đan Mạch, cũng đã bước vào lĩnh vực xây dựng với máy in dựa trên cầu trục vào tháng 10 năm 2017. Với sự cộng tác mạnh mẽ trong khu vực scandinavian, như NCC và Force Technology, công ty con đã nhanh chóng đạt được lực kéo bằng cách xây dựng ngôi nhà 3DPrint đầu tiên ở châu Âu. Dự án xây dựng theo yêu cầu (BOD), như là cấu trúc được gọi, là một khách sạn văn phòng nhỏ ở Copenhagen, khu vực Nordhavn, với các bức tường và một phần của nền được in đầy đủ, phần còn lại của công trình được xây dựng theo truyền thống. Tính đến tháng 11 năm 2017, tòa nhà đang trong giai đoạn cuối cùng của việc đưa đồ đạc và tấm lợp, trong khi tất cả các bộ phận của 3DPrinted đã được hoàn thành đầy đủ.

FreeFAB Tower 2004 - Dây chuyền sản xuất vỏ liền khối bằng robot

## Thiết kế
Kiến trúc sư James Bruce Gardiner thiết kế kiến trúc tiên phong trong In 3D Xây dựng với hai dự án. Tháp Freefab đầu tiên năm 2004 và Villa Roccia thứ hai 2009-2010. Tháp FreeFAB được dựa trên khái niệm ban đầu để kết hợp một hình thức lai của in 3D xây dựng với xây dựng theo  mô-đun. Đây là thiết kế kiến trúc đầu tiên cho một tòa nhà tập trung vào việc sử dụng In 3D Xây dựng. Ảnh hưởng có thể được nhìn thấy trong các thiết kế khác nhau được sử dụng bởi Winsun, bao gồm các bài viết về thông cáo báo chí gốc của Winsun và văn phòng tương lai Dự án tháp FreeFAB cũng mô tả việc sử dụng đầu tiên của cánh tay robot đa trục trong in 3D xây dựng, việc sử dụng các máy như vậy trong xây dựng đã phát triển ổn định trong những năm gần đây với các dự án của MX3D và Branch Technology 
The Villa Roccia 2009-2010 đã thực hiện công việc tiên phong này, một bước xa hơn với thiết kế cho một Biệt thự tại Porto Rotondo, Sardinia, Ý phối hợp với D-Shape. Thiết kế của Villa tập trung vào sự phát triển của một ngôn ngữ kiến trúc cụ thể của địa điểm chịu ảnh hưởng của các thành tạo đá tại địa điểm và dọc theo bờ biển Sardinia, đồng thời cũng tính đến việc sử dụng quy trình in 3D đúc sẵn. Dự án đã trải qua quá trình tạo mẫu và không tiến hành xây dựng hoàn chỉnh.

Villa Roccia 2009 - Detailed design exploded view

Francois Roche (R & Sie) đã phát triển dự án triển lãm và chuyên khảo 'Tôi nghe nói về' vào năm 2005 khám phá việc sử dụng một con rắn tự mang tính đầu cơ cao như bộ máy in 3D tự hành và hệ thống thiết kế sinh sản để tạo ra các tháp nhà ở cao tầng. Dự án mặc dù không thể đưa vào thực tiễn với công nghệ hiện tại hoặc hiện đại đã chứng minh một cuộc thăm dò sâu sắc về tương lai của thiết kế và xây dựng. Triển lãm giới thiệu quy trình phay CNC cỡ lớn và kết xuất để tạo ra phong bì xây dựng tự do được dự kiến.
Tòa nhà in 3D của Kiến trúc sư nổi tiếng người Hà Lan Janjaap Ruijssenaars đã được lên kế hoạch xây dựng bởi sự hợp tác của các công ty Hà Lan. Ngôi nhà được lên kế hoạch xây dựng vào cuối năm 2014, nhưng thời hạn này không được đáp ứng. Các công ty đã nói rằng họ vẫn cam kết với dự án.
Tòa nhà theo yêu cầu, hoặc BOD, một khách sạn văn phòng nhỏ 3D được in bởi 3D Printhuset và được thiết kế bởi kiến trúc sư Ana Goidea, đã kết hợp các bức tường cong và các hiệu ứng gợn sóng trên bề mặt của họ, để thể hiện sự tự do thiết kế mà in 3D cho phép trên mặt phẳng nằm ngang.

## Cấu trúc

### Tòa nhà in 3D
3D In Canal House là dự án xây dựng toàn diện đầu tiên của loại hình này để có được ra khỏi mặt đất. Chỉ trong một khoảng thời gian ngắn, Kamermaker đã được phát triển hơn nữa để tăng tốc độ sản xuất lên 300%. Tuy nhiên, tiến bộ chưa đủ nhanh để khẳng định danh hiệu 'Nhà in 3D đầu tiên trên thế giới'.
Nhà ở đầu tiên ở châu Âu và CIS, được xây dựng bằng công nghệ xây dựng in 3D, là nhà ở Yaroslavl (Nga) với diện tích 298,5 mét vuông m. Các bức tường của tòa nhà được in bởi công ty SPECAVIA vào tháng 12 năm 2015. 600 phần tường được in tại cửa hàng và lắp ráp tại công trường. Sau khi hoàn thành kết cấu mái nhà và trang trí nội thất, công ty đã trình bày một tòa nhà 3D hoàn chỉnh vào tháng 10 năm 2017. Tính đặc thù của dự án này là lần đầu tiên trên thế giới, toàn bộ chu kỳ công nghệ xây dựng đã được thông qua: thiết kế, có được giấy phép xây dựng, đăng ký tòa nhà, kết nối tất cả các hệ thống kỹ thuật. Một tính năng quan trọng của ngôi nhà 3D ở Yaroslavl, cũng phân biệt dự án này với các dự án khác đó là đây không phải là một cấu trúc trưng bày, mà là một tòa nhà dân cư chính thức. Hôm nay nó là nhà của một gia đình bình thường thực sự.
Các dự án trình diễn của Hà Lan và Trung Quốc đang dần xây dựng các tòa nhà in 3D ở Trung Quốc, Dubai và Hà Lan. Sử dụng nỗ lực để giáo dục công chúng cho các khả năng của công nghệ xây dựng dựa trên thực vật mới và thúc đẩy sự đổi mới lớn hơn trong in ấn 3D của các tòa nhà dân cư. Một ngôi nhà bê tông nhỏ được in 3D vào năm 2017.
Tòa nhà theo yêu cầu (BOD), ngôi nhà in 3D đầu tiên ở châu Âu, là một dự án do 3DPrinthuset dẫn đầu cho một khách sạn văn phòng in 3D nhỏ ở Copenhagen, khu vực Nordhavn. Tính đến tháng 11 năm 2017, tòa nhà đang trong giai đoạn cuối cùng của việc áp dụng đồ đạc và tấm lợp, trong khi tất cả các bộ phận 3DPrinted đã được hoàn thành đầy đủ. Tòa nhà cũng là tòa nhà cố định được in 3D đầu tiên, với tất cả các giấy phép tại chỗ và được chính quyền chấp thuận hoàn toàn.

### Cầu in 3D
Tại Tây Ban Nha, cây cầu đi bộ đầu tiên được in bằng hình ảnh 3D trên thế giới (3DBRIDGE) đã được khánh thành vào ngày 14 tháng 12 năm 2016 tại công viên đô thị Castilla-La Mancha ở Alcobendas, Madrid. Công nghệ 3DBUILD được phát triển bởi ACCIONA, người chịu trách nhiệm về thiết kế kết cấu, phát triển vật liệu và sản xuất các phần tử in 3D. Cây cầu có tổng chiều dài 12 mét và chiều rộng 1,75 mét và được in bằng bê tông cốt thép vi mô. Thiết kế kiến trúc được thực hiện bởi Viện Kiến trúc tiên tiến của Catalonia (IAAC).
Máy in 3D được sử dụng để xây dựng cầu đi bộ được sản xuất bởi D-Shape. Cây cầu in 3D phản ánh sự phức tạp của các hình thức tự nhiên và được phát triển thông qua thiết kế tham số và thiết kế tính toán, cho phép tối ưu hóa phân bố vật liệu và hiệu suất kết cấu, có thể sự dụng vật liệu chỉ khi cần thiết, tự do hoàn toàn về mặt hình dạng. Cầu đi bộ in 3D của Alcobendas là một cột mốc quan trọng cho ngành xây dựng ở cấp độ quốc tế, vì công nghệ in 3D quy mô lớn đã được áp dụng trong dự án này lần đầu tiên trong lĩnh vực xây dựng dân dụng trong không gian công cộng.

### Các cấu trúc in ngoài Trái Đất
Việc in ấn các tòa nhà đã được đề xuất như một công nghệ đặc biệt hữu ích để xây dựng môi trường sống ngoài Trái Đất, chẳng hạn như nhà ở trên Mặt trăng hoặc Sao Hỏa. Tính đến năm 2013, Cơ quan Vũ trụ châu Âu đã làm việc với các đối tác Foster and Partners có trụ sở tại London để kiểm tra khả năng in các căn cứ mặt trăng bằng công nghệ in 3D thông thường. Công ty kiến trúc đã đề xuất công nghệ máy in 3D xây dựng vào tháng 1 năm 2013 sẽ sử dụng vật liệu thô trên mặt trăng để sản xuất cấu trúc xây dựng mặt trăng trong khi sử dụng nhà ở cho động vật ở bên trong cấu trúc mặt trăng in cứng. Nhìn chung, các môi trường sống này sẽ chỉ yêu cầu mười phần trăm khối lượng cấu trúc được vận chuyển từ Trái Đất, trong khi vật liệu tại chỗ chiếm  90% khối lượng cấu trúc.
Các cấu trúc hình vòm sẽ có dạng dây xích chịu lực, với sự hỗ trợ cấu trúc do cấu trúc tế bào kín cung cấp, gợi nhớ đến xương chim. Theo quan niệm này,
đất trên mặt trăng in sẽ cung cấp "khả năng chống bức xạ và cách nhiệt" cho những người trên mặt trăng. Công nghệ xây dựng kết hợp vật liệu mặt trăng với oxit magiê sẽ biến "đất mặt trăng thành bột giấy có thể được phun để tạo thành khối" khi muối liên kết được áp dụng "chuyển đổi vật liệu này thành chất rắn giống như đá." Một loại bê tônglưu huỳnh cũng được hình dung.
Các thử nghiệm in 3D của một cấu trúc kiến trúc với vật liệu mô phỏng mặt trăng đã được hoàn thành, sử dụng một buồng chân không lớn trong một phòng thí nghiệm trên mặt đất. Kỹ thuật này liên quan đến việc bơm chất lỏng liên kết dưới bề mặt của lớp đất mặt với một vòi phun máy in 3D, trong các thử nghiệm bị mắc kẹt với các hạt nhỏ kích cỡ  2 milimét (0,079 in) dưới bề mặt thông qualực mao dẫn. Máy in được sử dụng là D-Shape.
Một loạt các yếu tố cơ sở hạ tầng mặt trăng đã được hình thành bằng cách in cấu trúc 3D, bao gồm cả tấm lót, tường, chắn nổ, đường, nhà chứa máy bay và kho chứa nhiên liệu. Đầu năm 2014, NASA tài trợ một nghiên cứu nhỏ tại Đại học Nam California để phát triển hơn nữa kỹ thuật in 3D của Contour Crafting. Các ứng dụng tiềm năng của công nghệ này bao gồm việc xây dựng các cấu trúc mặt trăng của vật liệu có thể bao gồm tới 90% vật liệu mặt trăng với chỉ 10% vật liệu cần vận chuyển từ Trái Đất.
NASA cũng đang xem xét một kỹ thuật khác có liên quan đến quá trình thiêu kết bụi mặt trăng sử dụng năng lượng vi sóng công suất thấp (1500 watt). Vật liệu mặt trăng sẽ bị ràng buộc bằng cách nung nóng đến 1.200 đến 1.500 °C (2.190 đến 2.730 °F), hơi thấp hơn điểm nóng chảy, để kết hợp bụi hạt nano thành một khối rắn giống như gốm, và sẽ không yêu cầu vận chuyển vật liệu chất kết dính từ Trái Đất theo yêu cầu của các phương pháp Foster + Partners, Contour Crafting và D-shape tới in ấn ngoài Trái Đất. Một kế hoạch cụ thể được đề xuất để xây dựng một cơ sở mặt trăng sử dụng kỹ thuật này sẽ được gọi là SinterHab, và sẽ sử dụng robot ATHLETE sáu chân JPL để tự hành hoặc xây dựng các cấu trúc mặt trăng bằng robot điều khiển từ xa.

## Tốc độ xây dựng
Tuyên bố đã được thực hiện bởi Behrokh Khoshnevis từ năm 2006 cho in 3D một ngôi nhà trong một ngày, với các xác nhận quyền sở hữu khác để hoàn thành việc xây dựng tòa nhà trong khoảng 20 giờ "máy in". Vào tháng 1 năm 2013, các phiên bản làm việc của công nghệ in 3D đã được in 2 mét (6 ft 7 in) vật liệu xây dựng mỗi giờ, với một thế hệ máy in được cho là có khả năng 3,5 mét (11 ft) mỗi giờ, đủ để hoàn thành một tòa nhà trong một tuần.
Công ty Trung Quốc WinSun đã xây dựng một số ngôi nhà sử dụng máy in 3D cỡ lớn sử dụng hỗn hợp xi măng khô nhanh và nguyên liệu tái chế. Mười ngôi nhà trưng bày được Winsun cho biết đã được xây dựng trong 24 giờ, mỗi chiếc có giá 5000 USD (cấu trúc không bao gồm, móng, dịch vụ, cửa ra vào / cửa sổ và đồ nội thất). Tuy nhiên, nhà tiên phong in 3D xây dựng, Tiến sĩ Behrokh Khoshnevis tuyên bố điều này là giả và WinSun đã đánh cắp tài sản trí tuệ của mình.

## Nghiên cứu và kiến thức công cộng
Có một số dự án nghiên cứu xử lý in 3D Xây dưng, như dự án in 3D bê tông (3DCP) tại Đại học Công nghệ Eindhoven, hoặc các dự án khác nhau tại Viện Kiến trúc Cao cấp Catalonia (Pylos, Mataerial và Minibuilders). Danh sách các dự án nghiên cứu đang mở rộng hơn trong vài năm qua, nhờ vào sự quan tâm ngày càng tăng trong lĩnh vực này.

### Nghiên cứu hiện đại
Phần lớn các dự án đã tập trung nghiên cứu các khía cạnh vật lý đằng sau công nghệ, chẳng hạn như công nghệ in, công nghệ vật liệu và các vấn đề khác nhau
liên quan đến họ. 3DPrinthuset gần đây đã dẫn đầu một nghiên cứu định hướng theo hướng khám phá trạng thái hiện tại của công nghệ trên toàn thế giới, bằng cách truy cập hơn 35 dự án liên quan đến in 3D khác nhau. Đối với mỗi dự án, một báo cáo nghiên cứu đã được ban hành và dữ liệu được thu thập đã được sử dụng để thống nhất tất cả các công nghệ khác nhau thành một nỗ lực đầu tiên trong một phân loại và chuẩn hóa thuật ngữ.

### Hội nghị in 3D xây dựng đầu tiên
Cùng với nghiên cứu, 3DPrinthuset đã tổ chức hai hội nghị quốc tế về in xây dựng 3D(tháng 2 và tháng 11 2017 tương ứng), nhằm tập hợp những tên tuổi mạnh nhất trong ngành công nghiệp mới nổi này để thảo luận về những tiềm năng và thách thức nằm ở phía trước. Các hội nghị là loại đầu tiên của loại hình này, và đã tập hợp các tên như D-Shape, Contour Crafting, Cybe Construction, nghiên cứu 3DCP của Eindhoven, Winsun, và nhiều hơn nữa. Cùng với các chuyên gia in 3D xây dựng, lần đầu tiên đã có sự hiện diện mạnh mẽ từ những ông lớn trong ngành công nghiệp xây dựng truyền thống lần đầu tiên, với những cái tên như Sika AG, Vinci, Royal BAM Group, NCC, cùng với những người khác. Một ý tưởng chung nổi lên rằng lĩnh vực in xây dựng 3D cần một nền tảng hợp nhất hơn, nơi các ý tưởng, ứng dụng, vấn đề và thách thức có thể được chia sẻ và thảo luận.

### Sự quan tâm của truyền thông
Mặc dù các bước đầu tiên của nó đã được thực hiện gần ba thập kỷ trước, nhưng việc in xây dựng 3D đã phải vật lộn để tiếp cận trong nhiều năm. Các công nghệ đầu tiên  được một số phương tiện truyền thông chú ý là Contour Crafting và D-Shape, với một vài bài viết lẻ tẻ trong giai đoạn 2008–2012 và báo cáo truyền hình năm 2012. D-Shape cũng đã được giới thiệu trong một bộ phim tài liệu độc lập dành riêng cho người sáng tạo Enrico Dini, được gọi là "Người đàn ông in nhà".
Một sự đột phá quan trọng đã được nhìn thấy với thông báo về tòa nhà in 3D đầu tiên, sử dụng các cấu kiện in 3D đúc sẵn của Winsun, tuyên bố có thể in 10 ngôi nhà trong một ngày bằng công nghệ của họ. Mặc dù các tuyên bố vẫn được xác nhận, câu chuyện đã tạo ra một cú hích lớn và sự quan tâm ngày càng tăng trong lĩnh vực này. Chỉ trong vài tháng, nhiều công ty mới bắt đầu xuất hiện. Điều này dẫn đến nhiều nỗ lực mới đã gây chú ý cho các phương tiện truyền thông, chẳng hạn như, vào năm 2017, cầu in 3d cho người đi bộ đầu tiên và cầu in 3d cho người đi xe đạp đầu tiên, cộng với bộ phận cấu trúc ban đầu được làm bằng in 3D vào năm 2016,, và nhiều công trình khác.
Gần đây, 3DPrinthuset đã thu hút sự chú ý rộng rãi của phương tiện truyền thông với tòa nhà in 3D vĩnh viễn đầu tiên của họ, là dạng đầu tiên thuộc loại này ở châu Âu. Dự án thiết lập một tiền lệ quan trọng để trở thành tòa nhà in 3D đầu tiên với giấy phép và tài liệu xây dựng tại chỗ và được sự chấp thuận hoàn toàn từ chính quyền thành phố, một mốc quan trọng cho sự chấp nhận rộng rãi hơn trong lĩnh vực xây dựng. Câu chuyện được  phủ sóng rộng rãi, cả trên các phương tiện truyền thông quốc gia và quốc tế, xuất hiện trên truyền hình ở Đan Mạch, Nga, Ba Lan, Lithuania, và nhiều nước khác.